# اقتصاد لهستان
اقتصاد لهستان دومین اقتصاد بزرگ اروپای مرکزی است، در اروپا از جایگاه ششم برخوردار است و بزرگترین در میان کشورهای اروپایی تازه استقلال یافته از شوروی سابق است.